# 錢實甫
钱实甫（1909年4月24日—1968年1月20日），名鼎餗，字实甫，以字行，湖南常德县人，中国历史学家。

## 生平
钱实甫出生於一个中落的书香人家，自幼即受到旧学熏陶。民国二十一年（1932年）从国立北平大学法学院毕业，南下两广任报刊编辑多年。民国二十九年（1940年）广西教育研究所成立，钱实甫获聘为文史教授。民国三十三年（1944年）到成都国立四川大学任教。
抗战胜利后，应聘到上海同济大学法学院任教，同情学生运动，曾在《时与潮》、《大公报》星期论坛等报刊发文抨击国民政府。民国三十八年（1949年）初，与郭绍虞代表同济大学教授会加入上海国立院校教授联谊会。
中华人民共和国成立后，于1950年4月选送北京革大学习，12月返沪，在同济大学马列主义教研室工作。1953年院系调整后，被分配至华东师范大学历史系教授近代史课程。先后担任班主任、近代史教研组组长及资料室主任等。曾独立编写《中国近代史学习指导书》、《中国近代史论文与资料综合报道》、《中国近代报刊论文摘述》教材印行。
钱实甫钟爱考订，于1957年完成18万字的《清代外交机关》，并以此为契机，着手编纂清代职官年表。1958年10月与北京中华书局商定，写成道光三十年至清末的职官年表，次年12月定名《清季重要职官年表》出版。1961年，又完成出版《清季新设职官年表》，并完成《清代职官年表》、《北洋政府职官年表》及《北洋政府政治制度》。与此同时，钱实甫还受中华书局之邀，整理刘禺生《世载堂日记》、文廷式《闻尘偶记》、李岳瑞《春水室野乘》等14种清人笔记。1968年逝世。